# Günderrode (Adelsgeschlecht)

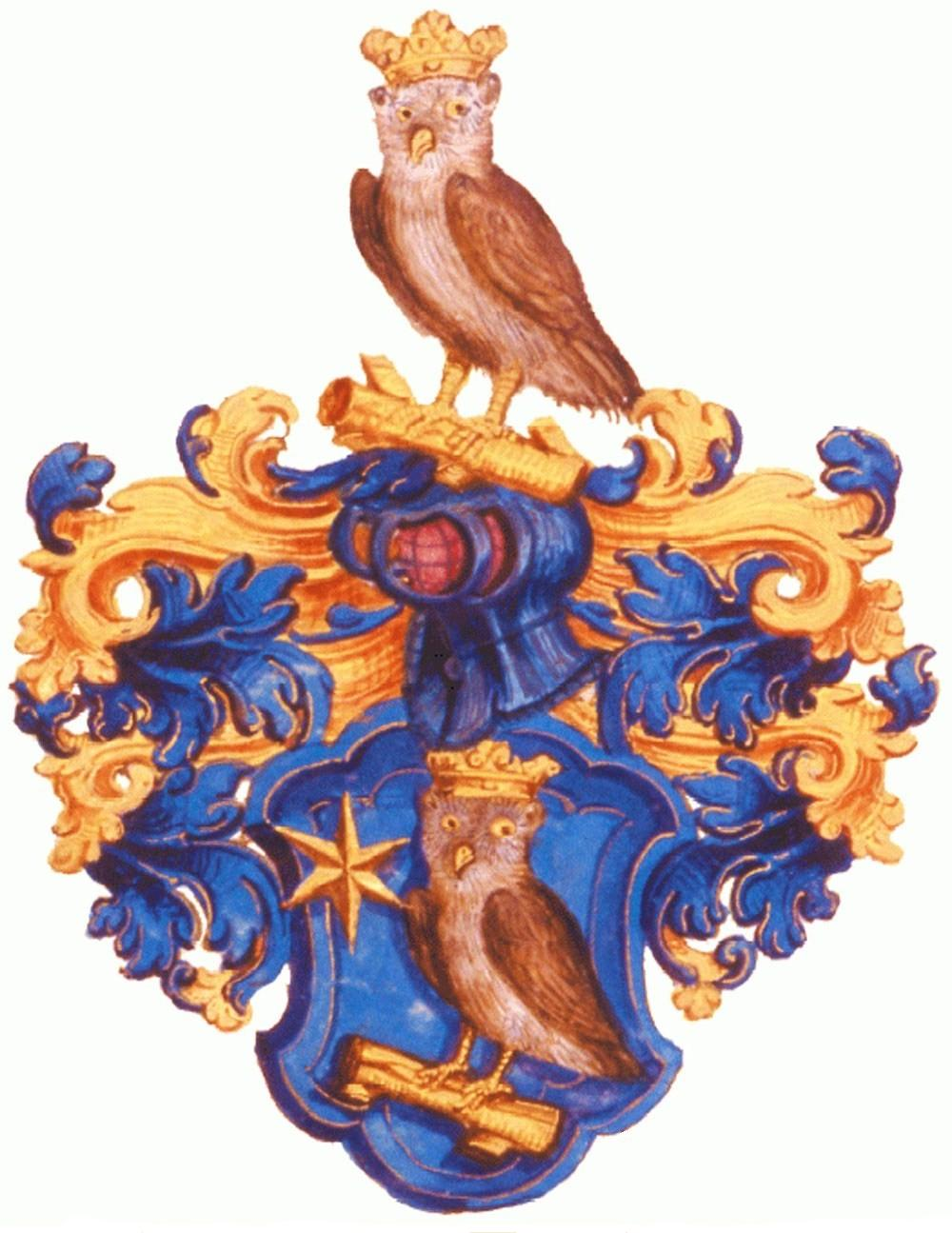
Wappen derer von Günderrode

Die Familie Günderrode war ein adeliges Patriziergeschlecht der Reichsstadt Frankfurt am Main.

## Geschichte
Die Familie stammte ursprünglich aus Thüringen und siedelte sich in der zweiten Hälfte des 14. Jahrhunderts in Freiberg an. Stammherr des Frankfurter Zweiges war der im 16. Jahrhundert als Kanzler am Hof Philipps des Großmütigen, des Landgrafen von Hessen, amtierende Thielemann von Günderrode (1512–1550). Seine Witwe heiratete in zweiter Ehe den Frankfurter Patrizier Hans Bromm. Thielemanns Sohn Rudolf von Günderrode (1547–1601) heiratete 1588 die Patriziertochter Margarethe von Holzhausen (1567–1616) und wurde damit in die Ganerbschaft Alten Limpurg aufgenommen. Er ließ sich in Schotten im Vogelsberg nieder.
Rudolfs Sohn Hektor Wilhelm (1590–1647) heiratete 1618 die Patriziertochter Kunigunde Steffan von Cronstetten, wurde 1620 in den Rat aufgenommen und 1625 zum jüngeren Bürgermeister gewählt. Die meisten Mitglieder der Familie, die u. a. drei Stadtschultheißen und elf Frankfurter Bürgermeister stellte, waren Juristen und Hofbeamte der Landgrafen von Hessen-Darmstadt und Hessen-Kassel.

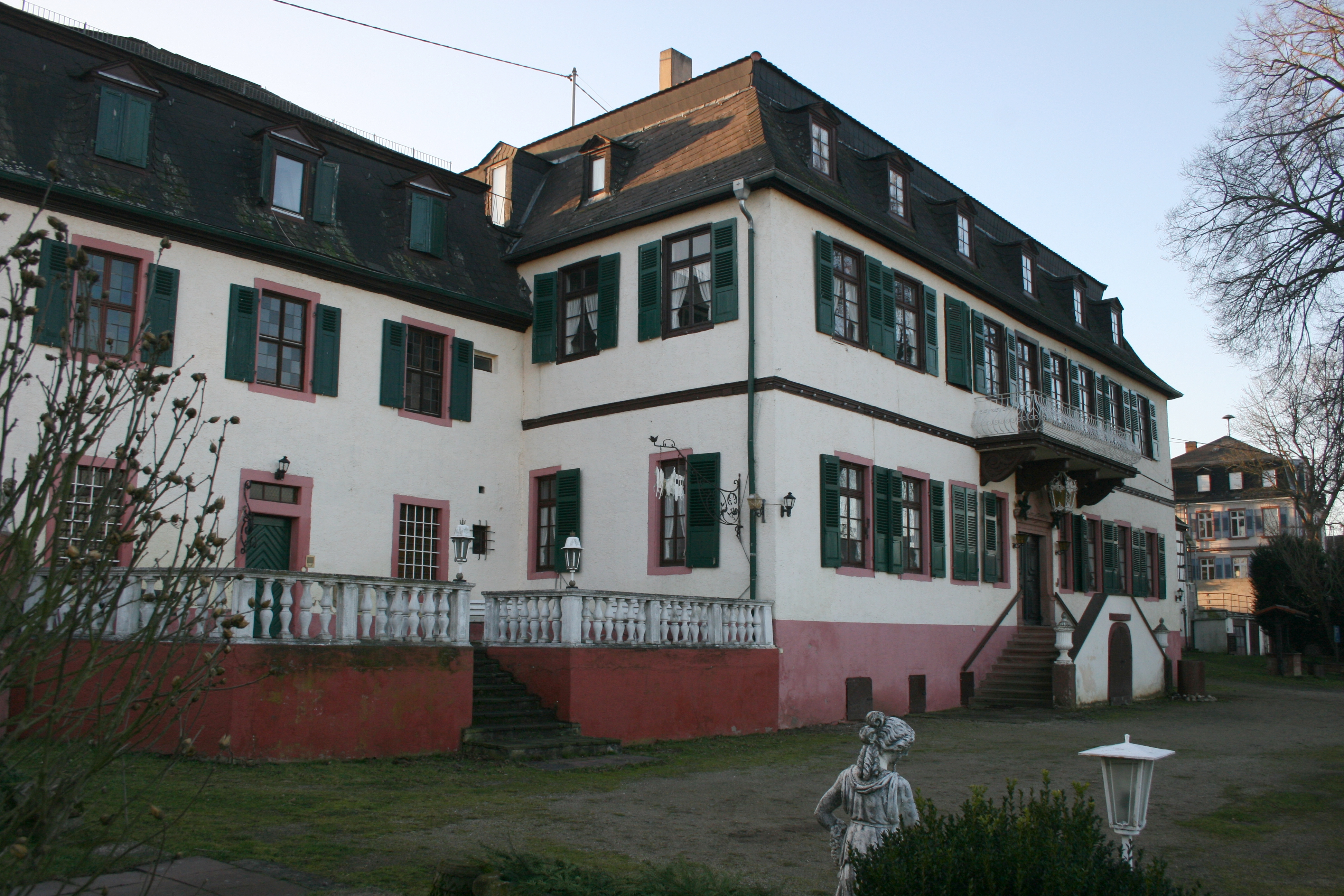
Schloss Günderrode

Der Gießener Rat Johann Maximilian von Günderrode heiratete 1739 Susanna Maria von Kellner (1721–1757), zu deren Besitz der Kettenhof in Frankfurt am Main gehörte. Ihr Vermögen ermöglichte Günderrode den Kauf der Herrschaft Höchst an der Nidder mit dem Schloss Günderrode im Jahre 1756. Dieses blieb bis in die 1930er Jahre im Besitz der Familie.
In den Besitzungen der Familie galt das Solmser Landrecht gewohnheitsrechtlich, das Gemeine Recht nur, wenn das Solmser Landrecht für einen Sachverhalt keine Bestimmungen enthielt. Das blieb auch im Großherzogtum Hessen so. Das Solmser Landrecht wurde hier erst zum 1. Januar 1900 von dem einheitlich im ganzen Deutschen Reich geltenden Bürgerlichen Gesetzbuch abgelöst.

## Bedeutende Familienmitglieder
- Hector Wilhelm von Günderrode (1590–1647), Jurist, Schöffe, Bürgermeister und Schultheiß in Frankfurt am Main
- Hans Henrich von Günderrode (1596–1650), Hofmarschall in Hessen-Kassel
- Moritz Otto von Günderrode (1597–nach 1661), Oberst in der Hessen-kasselschen Armee
- Philipp Wilhelm von Günderrode (1623–1689), Stadtschultheiß in der  Reichsstadt Frankfurt
- Johann Achilles von Günderrode (1653–1701), deutscher Jurist und Hofmeister unter dem Grafen von Isenburg
- Reinhard Bonaventura von Günderrode (1670–1720), Gräflich Solms-Laubachischer Hofmeister
- Friedrich Maximilian von Günderrode (1684–1761), Politiker in der Reichsstadt Frankfurt
- Carl Justinian von Günderrode (1712–1785), Kammerdirektor und Hofmeister beim Grafen von Solms-Laubach
- Johann Maximilian von Günderrode (1713–1784), Jurist, Landgräflich Hessischer Rentkammerdirektor, Geheimer Regierungs- und Kammerrat, Begründer der Günderrode-Sammlung im Altbestand der Universitäts- und Landesbibliothek Darmstadt
- Justinian von Günderrode (1721–1802), Jurist, Schöffe und Senator in Frankfurt am Main
- Hieronymus Maximilian von Günderrode (1730–1777), Kammerpräsident in Nassau-Saarbrücken
- Philipp Maximilian von Günderrode (1745–1814), Hessen-kasselscher Diplomat, Reichstagsgesandter
- Friedrich Justinian von Günderrode (1747–1785), deutscher Jurist, Hofjunker und Kammerherr
- Friedrich Maximilian von Günderrode (1753–1824), Jurist und Politiker, Stadtschultheiß von Frankfurt am Main
- Hector Wilhelm von Günderrode gen. von Kellner (1755–1786), Schriftsteller, Vater von Karoline und Friedrich Carl Hector Wilhelm von Günderode
- Ludwig von Günderrode (1763–1841), Offizier, nassauischer Hofmarschall und Frankfurter Politiker
- Carl Wilhelm von Günderrode (1765–1823), Forstwissenschaftler und Politiker, 1820 Älterer Bürgermeister der Freien Stadt Frankfurt
- Friedrich Justinian von Günderrode (1765–1845), Jurist, Geheimrat und Richter sowie bedeutender Pomologe
- Karoline von Günderrode (1780–1806), Dichterin der Romantik
- Friedrich Carl Hector Wilhelm von Günderrode gen. von Kellner (1786–1862), Jurist und Politiker, Bruder von Karoline
- Eduard von Günderrode (1795–1876), hessischer Offizier und Abgeordneter der 1. und 2. Kammer der Landstände des Großherzogtums Hessen